# سي تومبلي
إدوين پاركر («سي» [على اسم «سيلون» الأصغر]) Twombly, Jr. (25 نيسان 1928 – 5 تمّوز 2011)، هو فنان، خطاط، رسام أمريكي شهير
يعد تومبلي من أكثر الرسامين الأمريكيين شهرةً بين أبناء جيله، عُرف برسوماته التي تعتمد على أسلوب الجرافيتي (الرسومات والكتابات على الجدران) وأعماله التجريدية التي يستخدم فيها الزيت أو القلم الرصاص أو أقلام الشمع ليخلق خطوطاُ متكررة أو خربشات على قماشة اللوحة، حتى اعتبره الكثيرون الوريث الفعلي للرسام الشهير جاكسون بولوك، أحد أبرز ممثلي اتجاه التعبيرية التجريدية في الفن الحديث.

## حياته
قضى تومبلي معظم سنوات الخمسينيات في نيويورك وعرف بصداقته ومزاملته لفنانيين شهيرين أمثال روبرت راتشينبرگ وجاسبر جونز، ثم غادر نيويورك إلى إيطاليا ليستقر في العاصمة الإيطالية روما.
وسعى بعد انطلاقته الفنية في المشهد الفني لمدينة نيويورك في الخمسينيات إلى التعرف واستلهام التراث والتاريخ والثقافة الاوربية حيث اختار العيش فيها بعيدا عن موطنه الاصلي الولايات المتحدة.
كما عد إحدى الشخصيات الرئيسية بين جيله من الرسامين في سعيه للذهاب أبعد من التعبيرية التجريدية.
ولد ادوين باركر تومبلي جي ار في ليكسنغتون بولاية فرجينيا عام 1928، وقد استخدم في اسمه الفني اسم والده المختصر سي. ودرس في عدد من الكليات الفنية الأمريكية كما سافر بكثافة إلى أوروبا كما تأثر في سنواته الأخيرة بعمله كمحلل شفرة في الجيش الأمريكي ابان خدمته العسكرية.

## أعماله
عرض أحد أعماله في بينالي البندقية عام 1964 قبل أن يبدأ في الابتعاد من التعبيرية والشروع في في أعمال تجريدية باتت تميزه.
وضيّف متحف التيت للفن الحديث في لندن أحد أهم معارضة الفنية خلال عقود في عام 2008 وعرض ضمن هذا المعرض عمله الشهير «الفصول الاربعة» وهو رسم مكون من أربعة اجزاء رسمت في الأعوام 1993- 1994.
وقام تومبلي برسم أحد السقوف الكبيرة في متحف اللوفر بواحدة من لوحاته ليكون بذلك أول فنان يقوم برسم أحد السقوف في متحف اللوفر بعد جورج براك في الخمسينيات.
كما يعرض متحف اللوفر بباريس أحد أعماله لأخيرة وهو رسم كبير على أحد السقوف الواسعة.
وقد بيعت لوحات تومبلي بملايين الدولارات في مزادات بيع الأعمال الفنية وقد بيع أحد أعماله عام 1971 بمبلغ 5.5 مليون دولار.

## وصلات خارجية
- سي تومبلي على موقع الموسوعة البريطانية (الإنجليزية)
- سي تومبلي على موقع مونزينجر (الألمانية)
- سي تومبلي على موقع ميوزك برينز (الإنجليزية)
- سي تومبلي على موقع ديسكوغز (الإنجليزية)